# 1264 Letaba
1264 Letaba је астероид главног астероидног појаса. Приближан пречник астероида је 74,74 ,
а средња удаљеност астероида од Сунца износи 2,863 астрономских јединица (АЈ).
Инклинација (нагиб) орбите у односу на раван еклиптике је 25,014 степени, а орбитални период износи 1769,772 дана (4,845 године). Ексцентрицитет орбите астероида износи 0,156.
Апсолутна магнитуда астероида износи 9,10 а геометријски албедо 0,072.
Астероид је откривен 21. априла 1933. године.